# ديرامس
قرية ديرامس هي إحدى القرى التابعة لمركز أبو حمص في محافظة البحيرة في جمهورية مصر العربية. حسب إحصاءات سنة 2006، بلغ إجمالي السكان في ديرامس 6422 نسمة، منهم 3331 رجل و3091 امرأة.